# Liste des milliardaires du monde en 2018
Ceci est la liste des milliardaires du monde telle que publiée par le magazine américain Forbes pour l'année 2018. Ce magazine recense les milliardaires de la planète, à l'exception des têtes couronnées (sauf si leur fortune est privée), et exprime leur fortune en milliards de dollars américains (l'unité retenue dans la suite du texte).
Le fondateur d'Amazon Jeff Bezos, qui a pratiquement doublé sa fortune par rapport à l'année dernière, a ravi à Bill Gates la première place du classement des milliardaires.

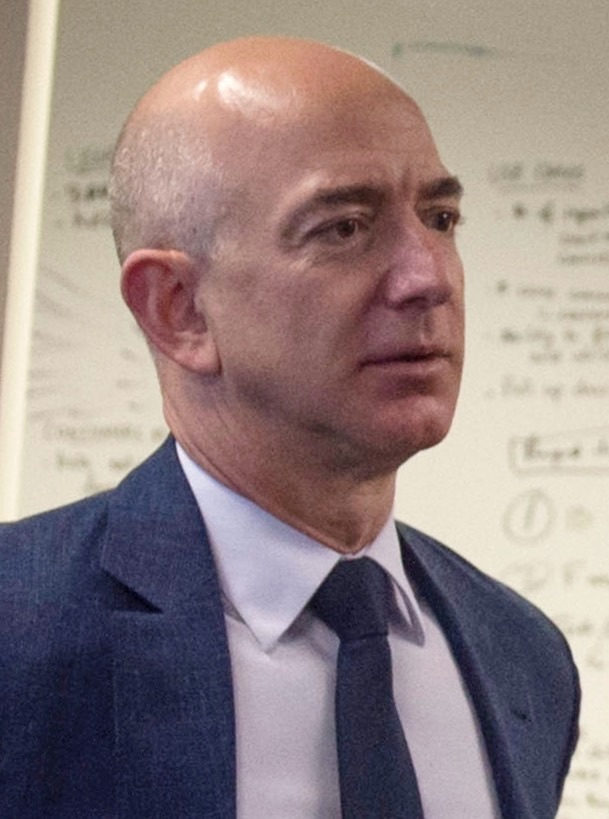
Jeff Bezos
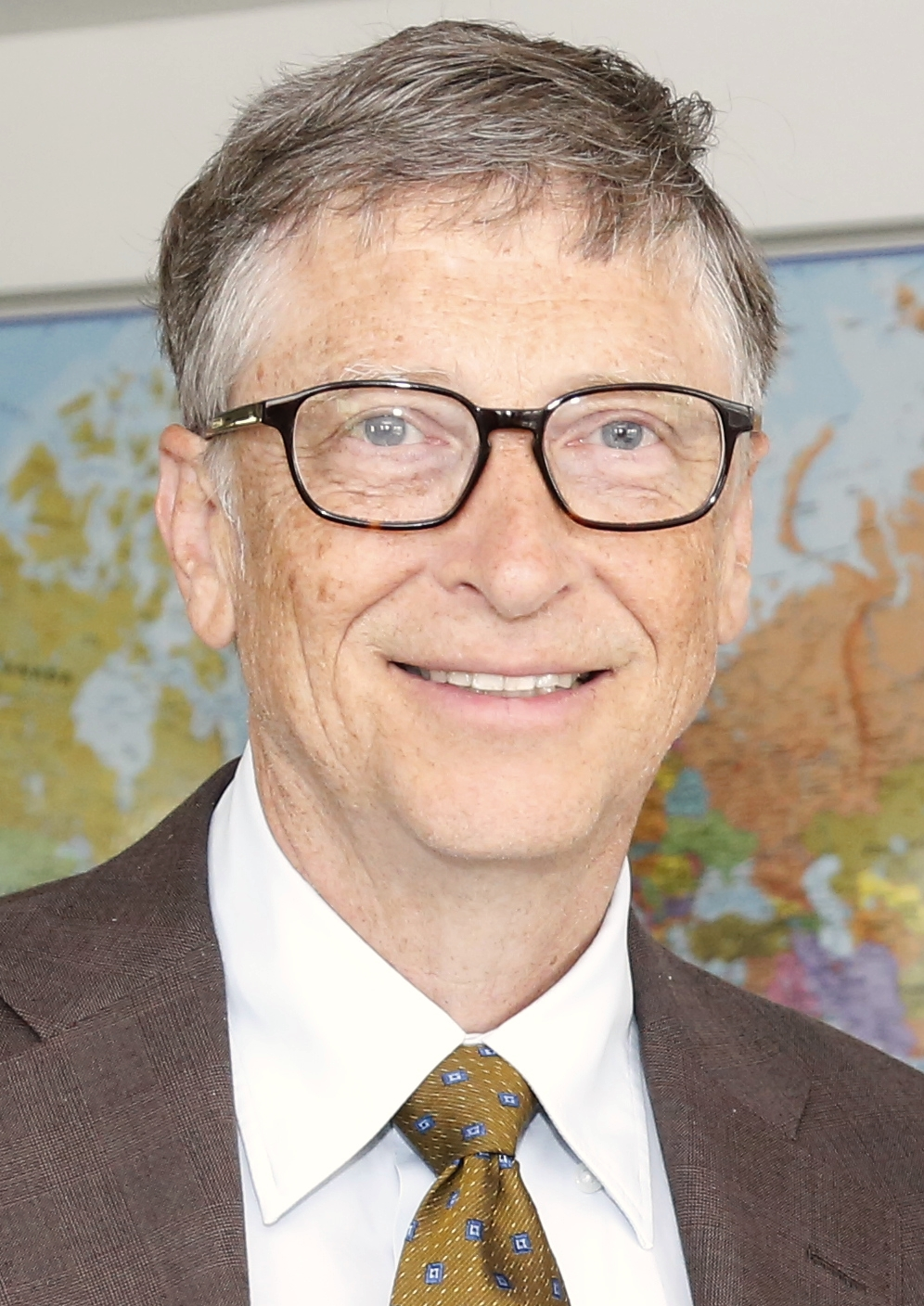
Bill Gates
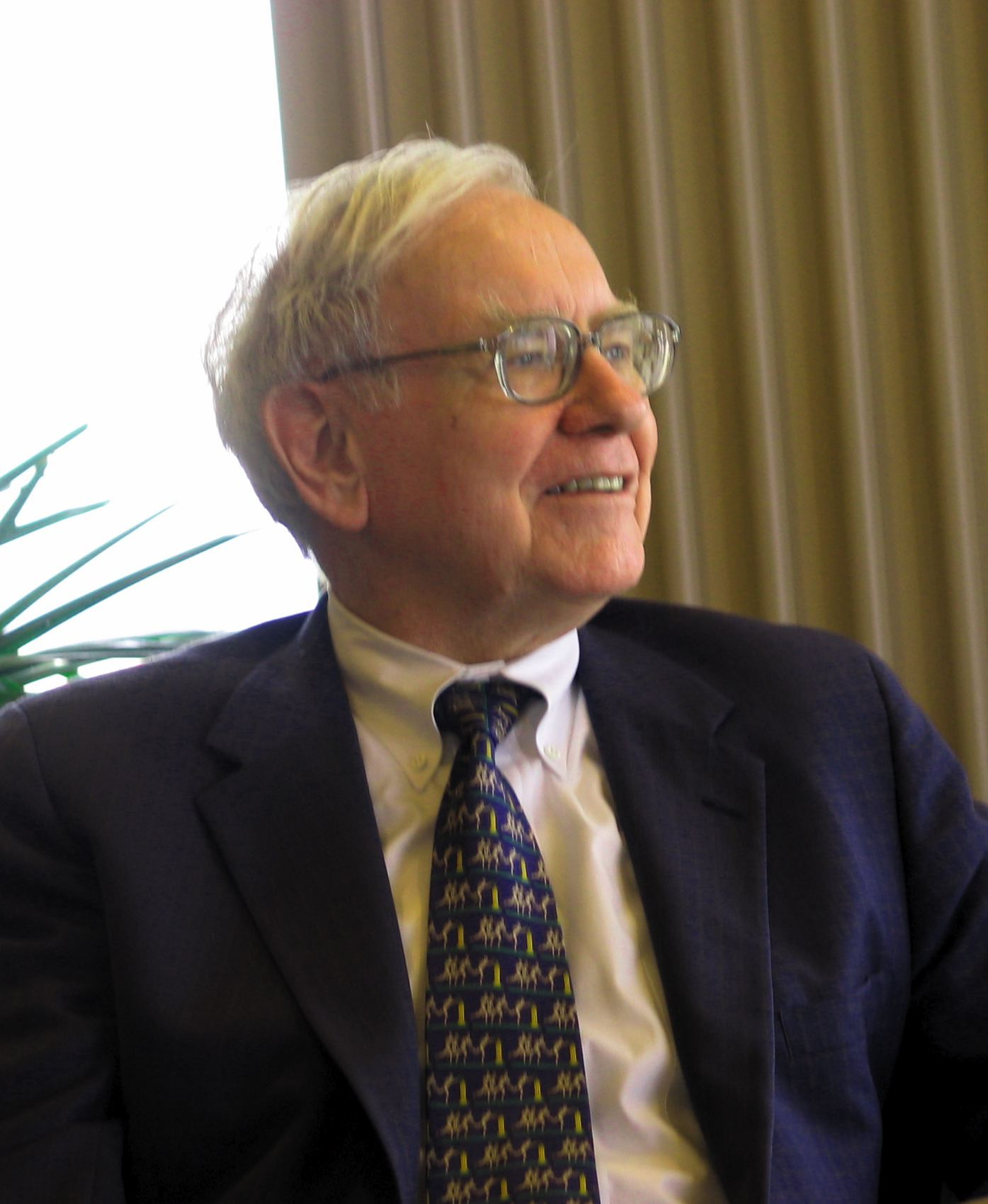
Warren Buffett

| Légende         | Légende                       |
| Icônes          | Description                   |
| --------------- | ----------------------------- |
| en stagnation   | Pas de changement depuis 2017 |
| en augmentation | En progrès depuis 2017        |
| en diminution   | En recul depuis 2017          |

| #  | Nom              | Fortune (en dollars américains) | Pays       | Résidence              | Entreprise ou secteur |
| -- | ---------------- | ------------------------------- | ---------- | ---------------------- | --------------------- |
| 1  | Jeff Bezos       | 112 milliards                   | États-Unis | Washington             | Amazon                |
| 2  | Bernard Arnault  | 90 milliards                    | France     | Île-de-France          | LVMH                  |
| 3  | Bill Gates       | 84 milliards                    | États-Unis | Washington             | Microsoft             |
| 4  | Warren Buffett   | 72 milliards                    | États-Unis | Nebraska               | Berkshire Hathaway    |
| 5  | Mark Zuckerberg  | 71 milliards                    | États-Unis | Californie             | Facebook              |
| 6  | Amancio Ortega   | 70 milliards                    | Espagne    | Province de La Corogne | Inditex               |
| 7  | Carlos Slim Helu | 67,1 milliards                  | Mexique    | Mexique                | Telmex, Grupo Carso   |
| 8  | Charles Koch     | 60 milliards                    | États-Unis | Kansas                 | Koch Industries       |
| 9  | David Koch       | 60 milliards                    | États-Unis | New York               | Koch Industries       |
| 10 | Larry Ellison    | 58,5 milliards                  | États-Unis | Californie             | Oracle Corporation    |